# Harry Ashfield
Harry Ashfield (Wrexham, 23 de marzo de 2006) es un futbolista galés que juega como centrocampista en el Wrexham A. F. C. de la EFL Championship.

## Inicios
Ashfield fichó por el equipo juvenil del Wrexham en 2015. En 2024, ganó el premio Bob Clark Wrexham Academy al mejor jugador de la temporada.

## Carrera
El 10 de octubre de 2023, Ashfield debutó con el Wrexham en el EFL Trophy 2023-24, siendo suplente en la victoria del Wrexham por 3-0 ante el Crewe Alexandra. También apareció en el EFL Trophy 2024-25, de nuevo como suplente, en la victoria por 2-1 contra el Salford City el 10 de septiembre de 2024. Marcó su primer gol con la selección absoluta en los octavos de final de la misma competición, el segundo gol en la victoria por 1-4 en Port Vale el 4 de febrero de 2025.